# Bogdanka (skała)
Bogdanka – grupa skał u północnych podnóży Góry Popielowej na Wyżynie Częstochowskiej. Znajduje się w obrębie pasma wzgórz zwanego Skałami Kroczyckimi. Na mapie Geoportalu Góra Popielowa opisana jest Góra Pośrednia w granicach miejscowości Kroczyce w województwie śląskim, powiecie zawierciańskim, w gminie Kroczyce. Tutaj przyjęto położenie według Expressmap.
Skały znajdują się w lesie, w odległości około 60 m na południe od drogi prowadzącej przez las do zalewu w Kostkowicach. Są to skały wapienne o wysokości 12–18 m, mają pionowe lub przewieszone ściany z kominem i zacięciami. Uprawiana jest na nich wspinaczka skalna. Wspinacze opisują je jako Bogdanka I, Bogdanka II, Bogdanka III, Bogdanka IV, Bogdanka V, Bogdanka VI. Do lipca 2009r. poprowadzili na nich łącznie 21 dróg wspinaczkowych o trudności IV+ – VI.6 w skali Kurtyki, jest też jeden projekt. Drogi o wystawie północnej, północno-wschodniej i wschodniej. Większość dróg posiada asekurację; ringi (r) i stanowiska zjazdowe (st).

## Galeria

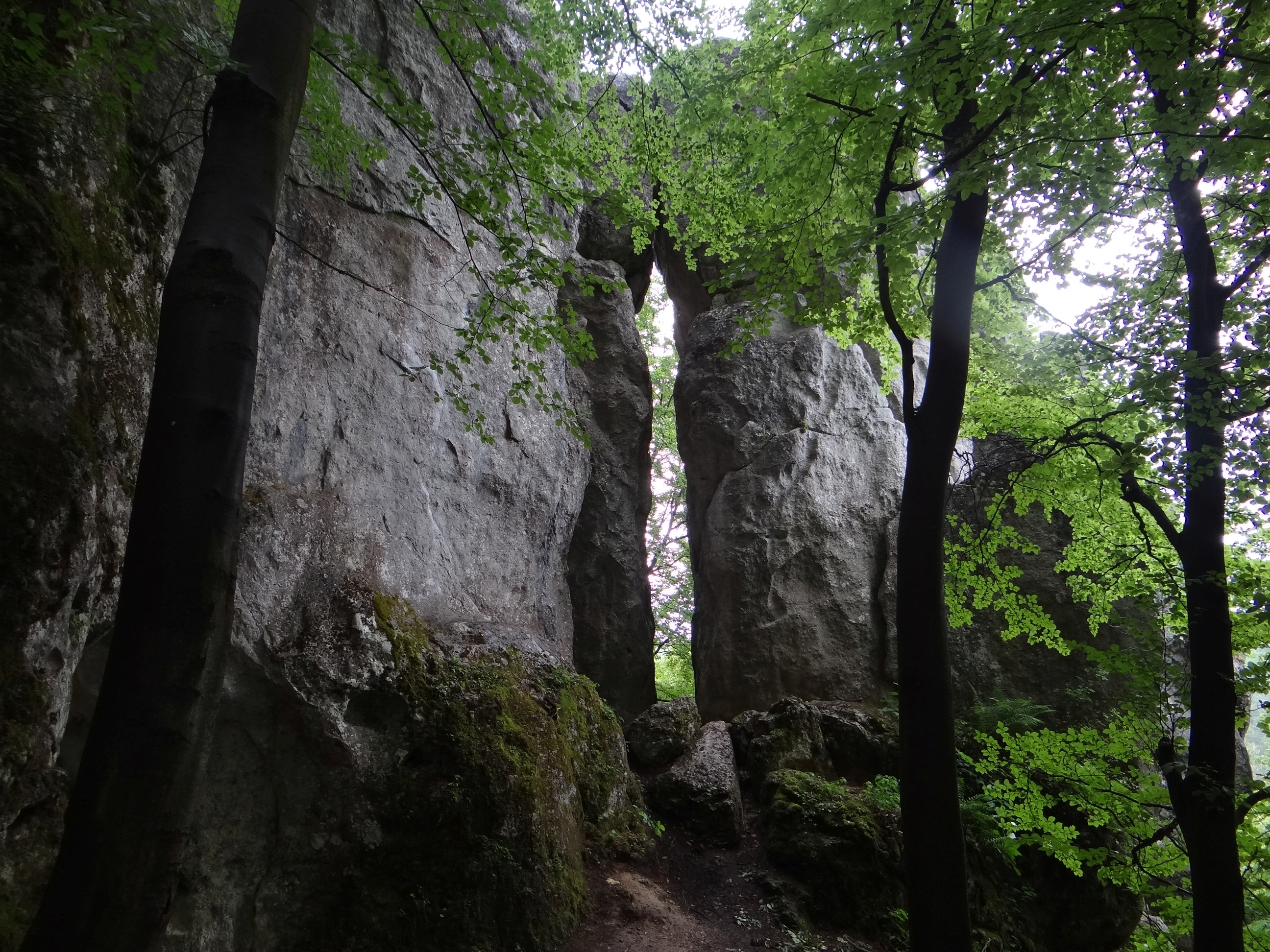
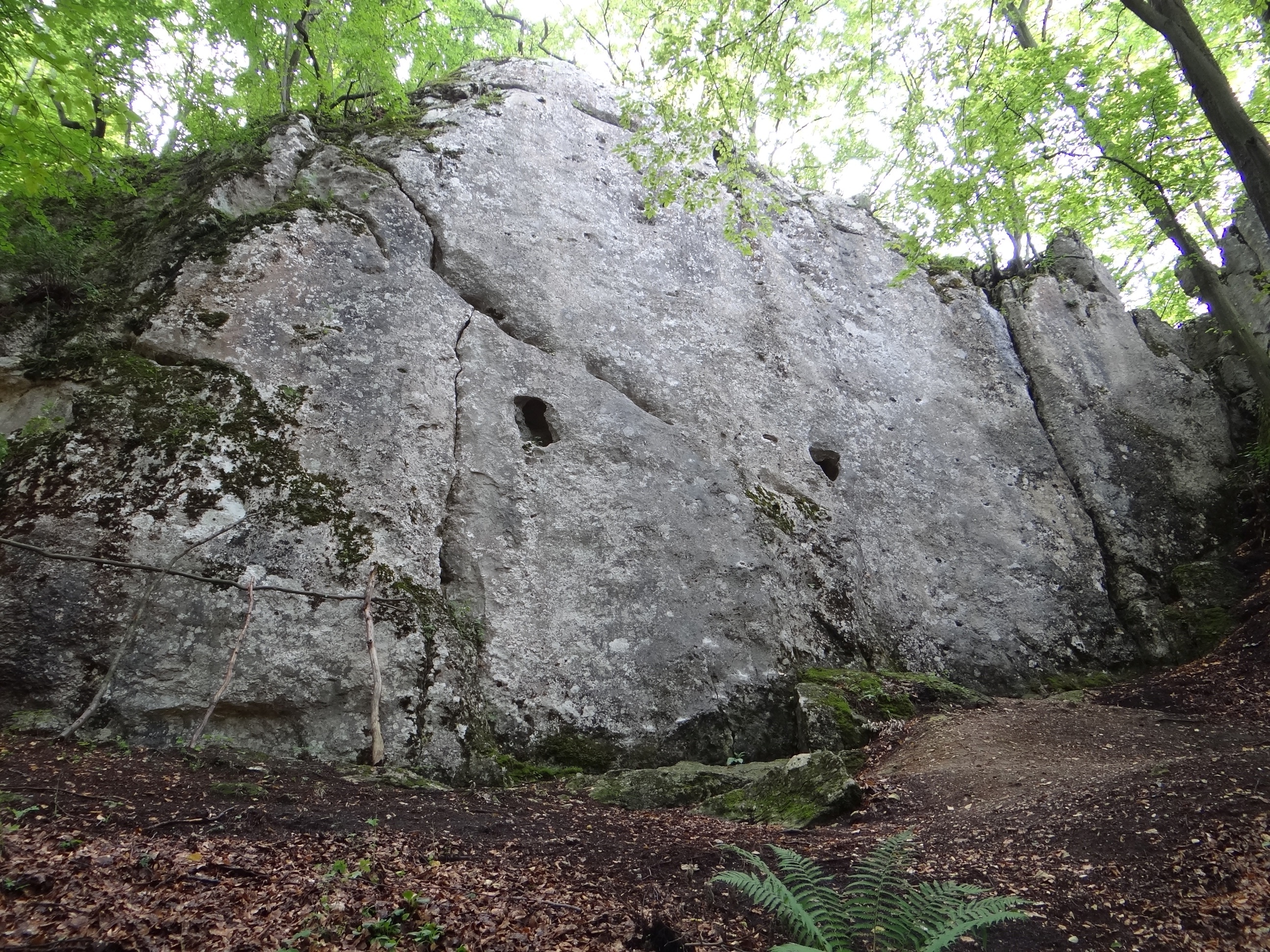
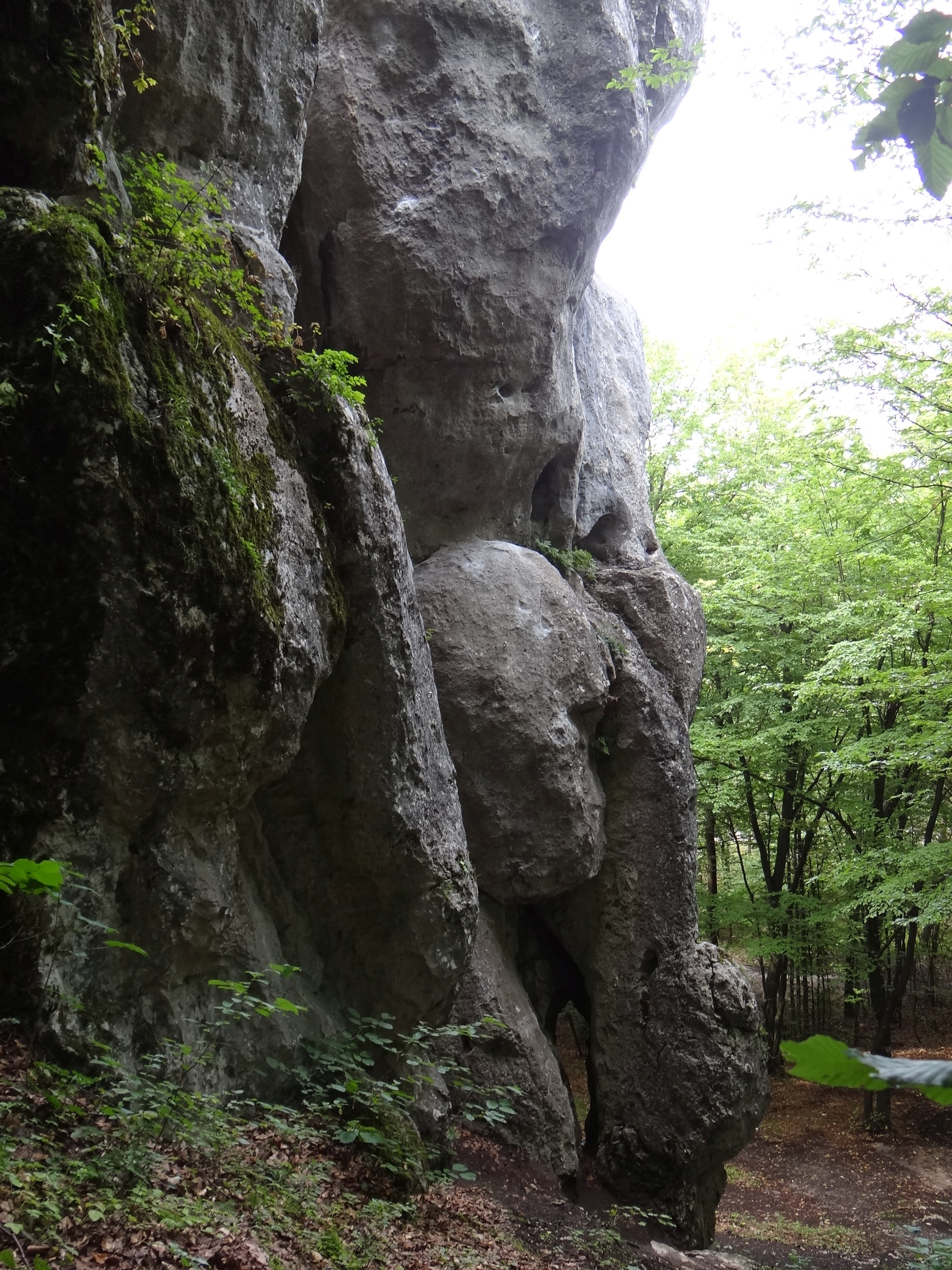
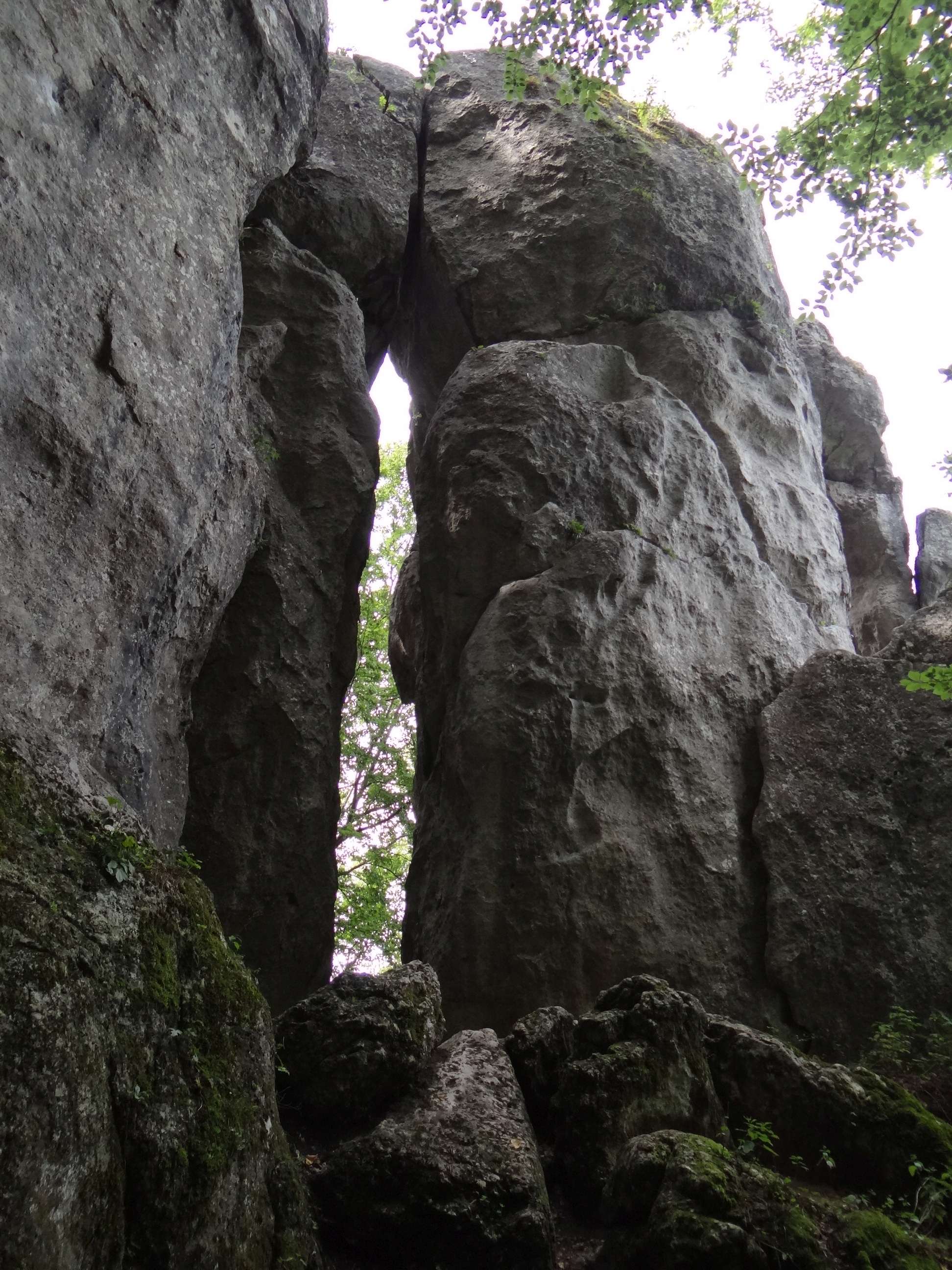
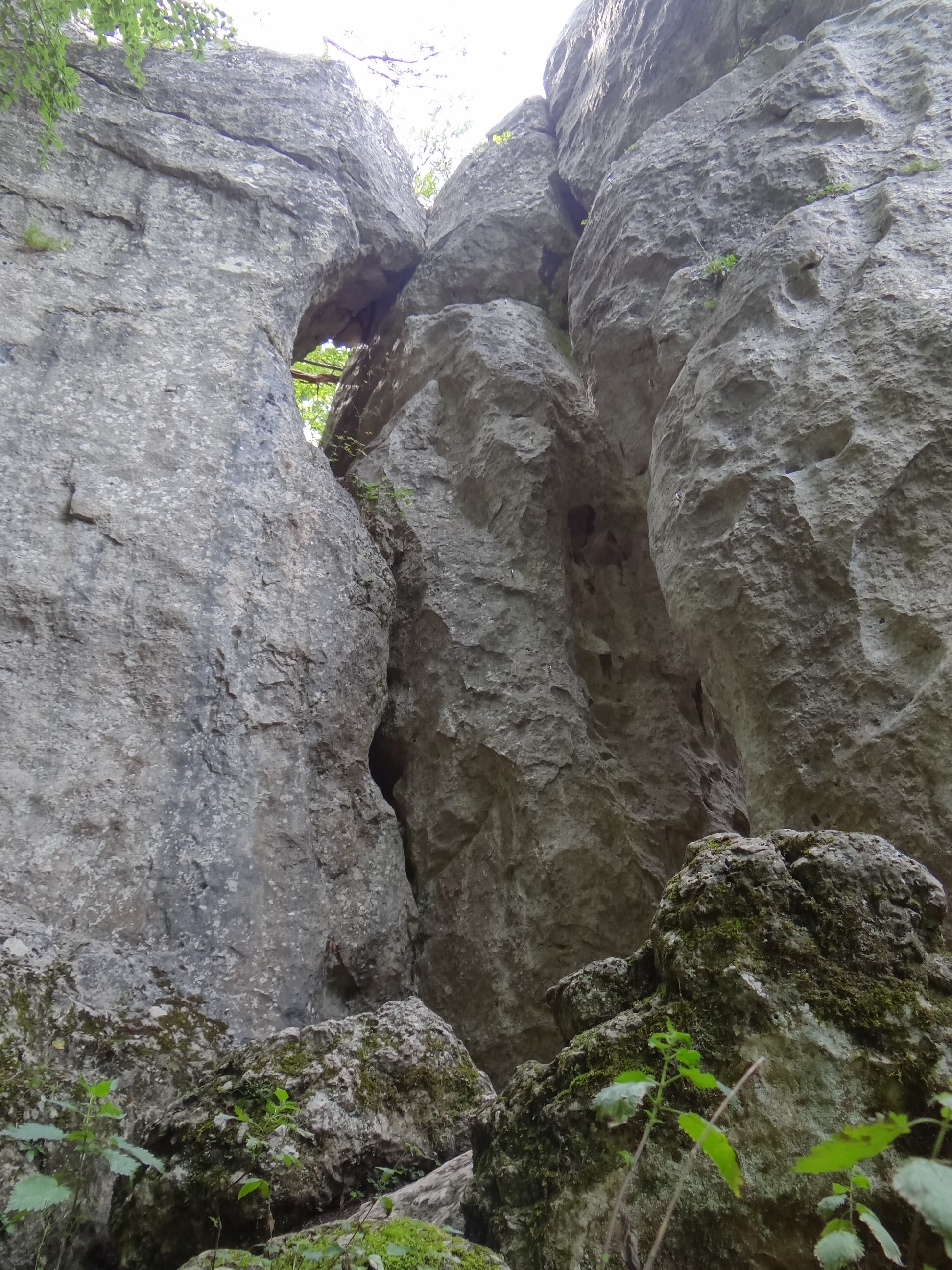
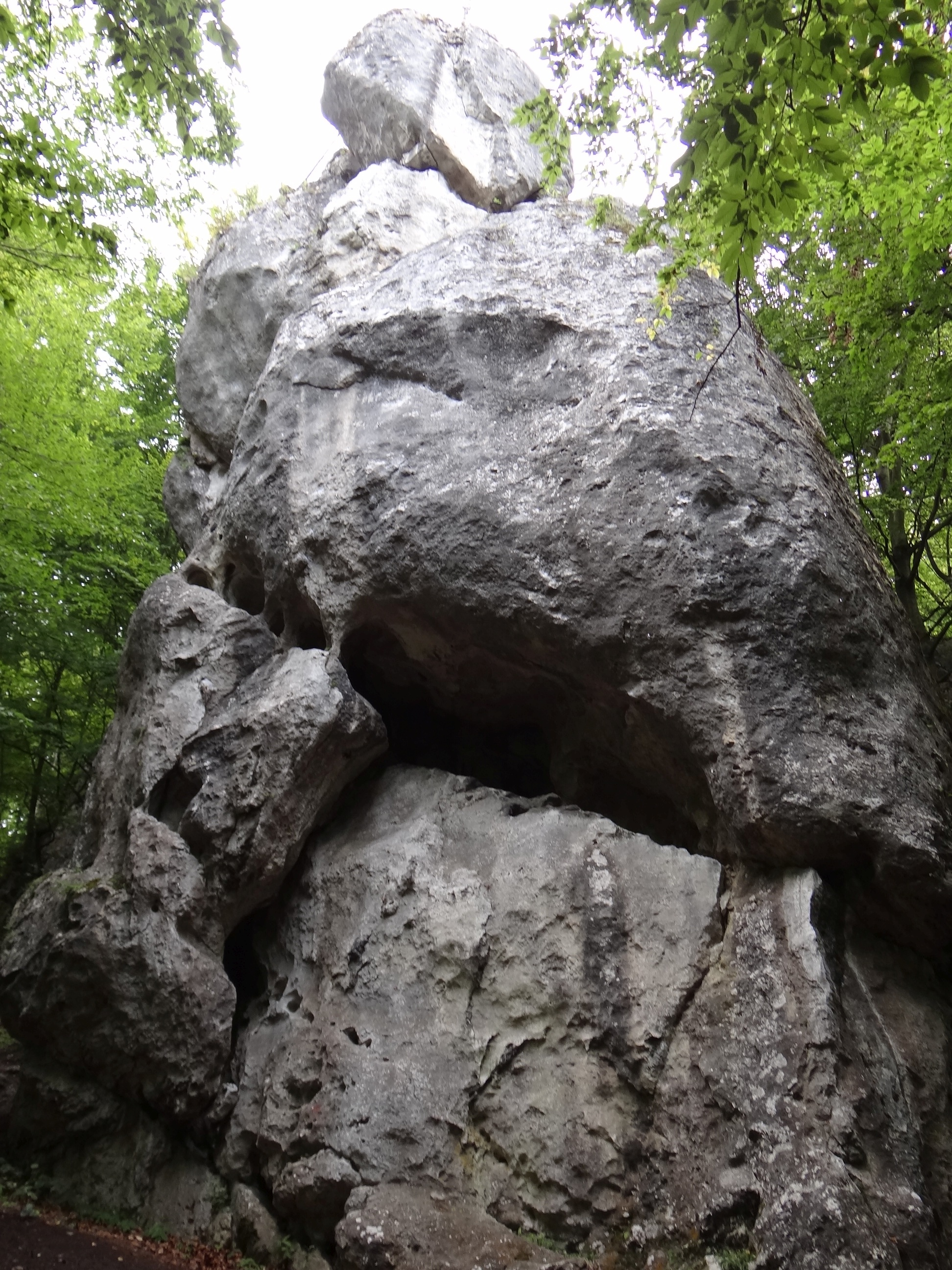

## Trasy wspinaczkowe
1. Perfidia kapcia VI.3, 15 m,
2. Rysa w lewo VI.1, 15 m (6r+st),
3. Parametryczny balet VI, 15m (4r+st),
4. Zbyszko z Bogdanki VI.3, 13 m (4r+st),
5. Gra w kapcia VI.2+, 13 m (4r+st),
6. Rysa poDarka VI.+/1, 11 m,
7. Zabłęda VI.2/2+, 15 m (5r+st),
8. Drzwi do lasu V+, 214 m (5r+st),
9. Projekt, 15 m (6r+st),
10. Bez nazwy VI.1+, 17 m (8r+st),
11. Bez nazwy VI, 15 m (6r+st),
12. Alis in the sky VI.6, 17 m (6r+st),
13. Lot po półtora piwa, VI.2+, 17 m,
14. Wet, wet, wet, VI.2+/3, 18 m (8r+st),
15. Myślozbrodnia VI.5+, 18 m (7r+st),
16. Holenderska fala VI.3, 18 m (7r+st),
17. ? VI.5, 18 m (7r+st),
18. Zawód czy charakter VI.4, 18 m (8r+st),
19. Pora do skały VI.3 (4r+st),
20. Pan Czekoladka VI, 12 m (5r+st),
21. Bez nazwy VI+, 12 m (4r+st),
22. Droga diabła IV, 11 m[3].